# New Star Soccer
New Star Soccer (também conhecido como NSS) é um jogo de futebol publicado pela New Star Games que permite ao jogador criar e controlar um jogador de futebol. O futebolista pode interagir com as ligas de futebol e as seleções nacionais. A inspiração para o jogo foi tomada dos outros jogos Championship Manager e Footballer of the Year.

## Contexto
Você começa sua carreira tendo apenas dezesseis anos e faz teste para ser de algum time. Quando você passa nesse teste, começa a sua carreira. Seu objetivo é ganhar campeonatos nacionais, seja o brasileiro, espanhol ou inglês, entre muito outros. Pode se tornar o melhor jogador do mundo, do continente e do país. Pode ter uma namorada e se casar com ela se quiser, ter filhos e é muito assediado pelos fãs se você for a estrela do time. Existe um setor de compras no qual pode-se comprar casas, carros, eletrônicos.
Quando estiver com um boas habilidades e boas atuações nas partidas do seu time você poderá chegar a seleção do seu país e disputar a copa do mundo, copa continental e partidas das eliminatórias para esses torneios.